# 下哈斯利
下哈斯利（德語：Niederhasli）是瑞士联邦苏黎世州迪尔斯多夫区的市镇。该市镇面积为11.24平方千米，海拔高度418米，2018年12月31日人口数为9,264。

## 外部連結
- 下哈斯利官方网站（页面存档备份，存于） （德文）